# Bong Joon-ho
Bong Joon-ho (koreanisch 봉준호, bevorzugte Schreibweise: Bong Joon Ho; *14. September 1969 in Daegu, Südkorea) ist ein südkoreanischer Regisseur, Drehbuchautor und Filmproduzent. Sein bisher größter Erfolg war der Spielfilm Parasite (2019), für den er im Rahmen der Oscarverleihung 2020 mit den Preisen für den Besten Film, die Beste Regie und das Beste Originaldrehbuch ausgezeichnet wurde. Darüber hinaus gewann Bongs Regiearbeit den Oscar als Bester internationaler Film.

## Leben
Bong Joon-ho studierte Soziologie an der Yonsei University. Er absolvierte zudem die Koreanische Filmakademie. Daraufhin führte er bei vielen Kurzfilmen Regie, bevor er 2000 mit der Komödie Hunde, die bellen, beißen nicht seinen ersten abendfüllenden Spielfilm drehte. Schon für sein Erstlingswerk wurden Bong vielfach herausragende Fähigkeiten attestiert.
Sein zweiter Kinofilm, der Thriller Memories of Murder, wurde von der Kritik hochgelobt und in Südkorea unter anderem mit vier Grand Bell Awards ausgezeichnet, darunter dem für die beste Regie. Auch in den USA und Europa wurde der Film verschiedentlich positiv besprochen, eine weitere Auszeichnung für die Regie erhielt Bong Joon-ho etwa beim Internationalen Filmfestival in San Sebastián.
Der 2006 erschienene Monsterfilm The Host machte Bong endgültig zum Starregisseur des südkoreanischen Kinos. In weniger als drei Wochen zog The Host über 10 Millionen Zuschauer an, womit er eine neue Rekordmarke setzte. Auch international wurde der Film, der bei den Filmfestspielen von Cannes uraufgeführt wurde, ein Publikumserfolg. Die französische Filmzeitschrift Cahiers du cinéma führt ihn als drittbesten Film des Jahres 2006. Das US-amerikanische Filmstudio Universal sicherte sich die Rechte für Fortsetzungen. Neben einem weiteren Grand Bell Award für die beste Regie erhielt Bong weitere Auszeichnungen und Nominierungen renommierter Filmwettbewerbe.
Die hohen Erwartungen an sein nächstes Projekt, das 2009 erschienene Thrillerdrama Mother, konnte Bong in den Augen der Kritiker erfüllen. Vor allem in den USA erhielt der Film diverse Auszeichnungen als bester fremdsprachiger Film.
2011 stand Bong Joon-ho der Caméra-d’Or-Jury vor, die auf den 64. Filmfestspielen von Cannes den Preis für den besten Erstlingsfilm vergab.
Es folgte seine erste internationale Produktion. Er verfilmte die französische Graphic-Novel Le Transperceneige in englischer Sprache mit Chris Evans, Song Kang-ho, Tilda Swinton, Jamie Bell und Ko Ah-sung in den Hauptrollen. Snowpiercer kam 2013 in die Kinos. Mit Unterstützung von Netflix folgte 2017 der Film Okja.
2016 erhielt Bong den französischen Ordre des Arts et des Lettres.
2019 wurde sein Film Parasite auf den 72. Internationalen Filmfestspielen von Cannes mit der Goldenen Palme ausgezeichnet. Es war das erste Mal, dass ein südkoreanischer Film diesen Preis erhielt. Darüber hinaus gewann Parasite zahlreiche weitere Auszeichnungen, darunter vier Oscars in den Kategorien Bester Film, Beste Regie, Bestes Originaldrehbuch (gemeinsam mit Han Jin-won) und Bester internationaler Film. Letztgenannte Kategorie ist aber traditionell nicht personengebunden. Damit konnte erstmals in der Geschichte der Academy Awards eine fremdsprachige Produktion in der Königskategorie Bester Film triumphieren. Weitere Auszeichnungen waren u. a. der British Academy Film Award und der Golden Globe Award als bester fremdsprachiger Film.
Das Filmfest München widmete ihm 2019 eine Retrospektive.
2022 begann Bong mit den Dreharbeiten zum Science-Fiction-Film Mickey 17, der Verfilmung eines Romans von Edward Ashton. Für die Hauptrolle wurde Robert Pattinson verpflichtet. Die Premiere fand am 15. Februar bei den 75. Filmfestspielen Berlin statt. Ein regulärer Kinostart in Südkorea ist am 28. Februar 2025 vorgesehen. Eine Woche später, Anfang März, soll Bongs Regiearbeit global durch Warner Bros. veröffentlicht werden, darunter ab 6. März auch in den deutschen Kinos.
Wie Park Chan-wook war er Mitglied in der sozialistischen Minju-nodong-Partei (민주노동당, Demokratische Arbeiterpartei).

## Stil und Themen
Bong Joon-hos Regiearbeiten werden als sehr facettenreich beschrieben, sowohl was den inszenatorischen Stil als auch den Inhalt betrifft. Die vermeintlichen Unterhaltungsgenres, die er mit seinen bisherigen Filmen, insbesondere mit The Host bediene, seien angereichert mit gekonnten und psychologisch stimmigen Charakterstudien sowie ausgeprägter Gesellschaftskritik, in Memories of Murder etwa durch eine Aufarbeitung der späten südkoreanischen Militärdiktatur in den 1980er-Jahren. Einer sehr dichten Atmosphäre stünden ironische, schwarzhumorige Brüche und teilweise rasante Tempowechsel gegenüber. Trotzdem würden seine Filme wie aus einem Guss wirken.

## Filmografie
| Platz | Film               |
| ----- | ------------------ |
| 30    | Parasite           |
| 176   | Memories of Murder |

### Nur Drehbuchautor
- 1997: Motel Cactus (Motel Seoninjang)
- 2005: Das Phantom aus dem Eis (Namgeuk-ilgi)
- 2014: Haemoo

### Autor und Regisseur
- 2000: Hunde, die bellen, beißen nicht (Flandersui gae)
- 2003: Memories of Murder (Salinui chueok)
- 2006: The Host (Gwoemul)
- 2008: Shaking Tokyo (Teil des Episodenfilms Tokyo!)
- 2009: Mother (Madeo)
- 2013: Snowpiercer
- 2017: Okja
- 2019: Parasite
- 2025: Mickey 17

## Auszeichnungen (Auswahl)
Parasite gewann bisher über 200 Film- und Festivalpreise und wurde für mehr als 180 weitere nominiert. Bei der Oscarverleihung 2020 folgten Auszeichnungen in den Kategorien Bester Film, Bester internationaler Film, Beste Regie und Bestes Originaldrehbuch.
Eine Auswahl der erhaltenen Auszeichnungen:
2019
Blue Dragon Awards
- Bester Film
- Beste Regie (Bong Joon-ho)

Buil Film Awards
- Bester Film
- Bestes Drehbuch (Bong Joon-ho und Han Jin-won)

Internationale Filmfestspiele von Cannes
- Goldenen Palme (Bester Film)[16]

Chunsa Film Awards
- Beste Regie (Bong Joon-ho)
- Bestes Drehbuch (Bong Joon-ho und Han Jin-won)

Critics’ Choice Movie Awards
- Beste Regie (Bong Joon-ho)
- Bester fremdsprachiger Film

Gilde-Filmpreis
- Bester Spielfilm international[18]

Los Angeles Film Critics Association Awards
- Bester Film
- Beste Regie (Bong Joon-ho)

National Board of Review Awards
- Bester fremdsprachiger Film

New York Film Critics Circle Awards
- Bester fremdsprachiger Film

Sydney Film Festival
- Sydney Film Prize (Bester Film)

2020
BAFTA Awards
- Bester nicht-englischsprachiger Film
- Bestes Originaldrehbuch (Bong Joon-ho und Han Jin-won)

Golden Globe Awards
- Bester fremdsprachiger Film

Independent Spirit Awards
- Bester internationaler Film

National Society of Film Critics Awards
- Bester Film
- Bestes Drehbuch (Bong Joon-ho und Han Jin-won)

Oscarverleihung 2020
- Bester Film
- Beste Regie
- Bestes Originaldrehbuch
- Bester internationaler Film

Writers Guild of America Awards
- Bestes Originaldrehbuch (Bong Joon-ho und Han Jin-won)

2021
- Ho-Am-Preis